# Diego Fernández (Fußballspieler)
Diego Fernández, vollständiger Name Diego Darío Fernández Catardo, (* 30. Januar 1995 in Montevideo) ist ein uruguayischer Fußballspieler.

## Karriere
Defensivakteur Fernández spielte im Jugendfußball 2009 in der Septima División bei Nacional Montevideo. Anschließend wechselte er zum Liverpool FC. Dort gehörte er 2010 der Mannschaft in der Sexta División an, war 2011 in der U-16 und 2012 in der Mannschaft der Quinta División aktiv. 2013 schloss er sich dem Club Atlético Rentistas an. Seither war er sowohl Mitglied des Teams in der Cuarta División (bis 2014) als auch in der Tercera División. 2015 wurde er in die Profimannschaft des Erstligisten Rentistas befördert. Sein Debüt in der Primera División feierte er in der Apertura am 26. August 2015 bei der 0:1-Auswärtsniederlage gegen den Club Atlético Cerro, als er von Trainer Valentín Villazán in der 84. Spielminute für Rodrigo Sebastián Vázquez eingewechselt wurde. In der Saison 2015/16 bestritt er eine Erstligabegegnung (kein Tor). Sein Klub stieg am Saisonende ab.